# 大鷹正
大鷹 正（おおたか ただし、1928年2月25日 - ）は、日本の外交官。元駐オランダ大使。
妻は日本チェコ友好協会名誉会長の大鷹節子。父の大鷹正次郎と双子の兄・大鷹弘、弟の大鷹市郎、長男の大鷹正人も外交官。

## 来歴・人物
東京都出身。陸軍幼年学校を経て航空士官学校在学中に終戦。復員後、都立高校を経て東京大学法学部卒業後、外務省に入省。パラグアイ、チェコスロバキア、オランダ大使を歴任。迎賓館長を経て退官。